# Brandförsvarets grader i Nederländerna

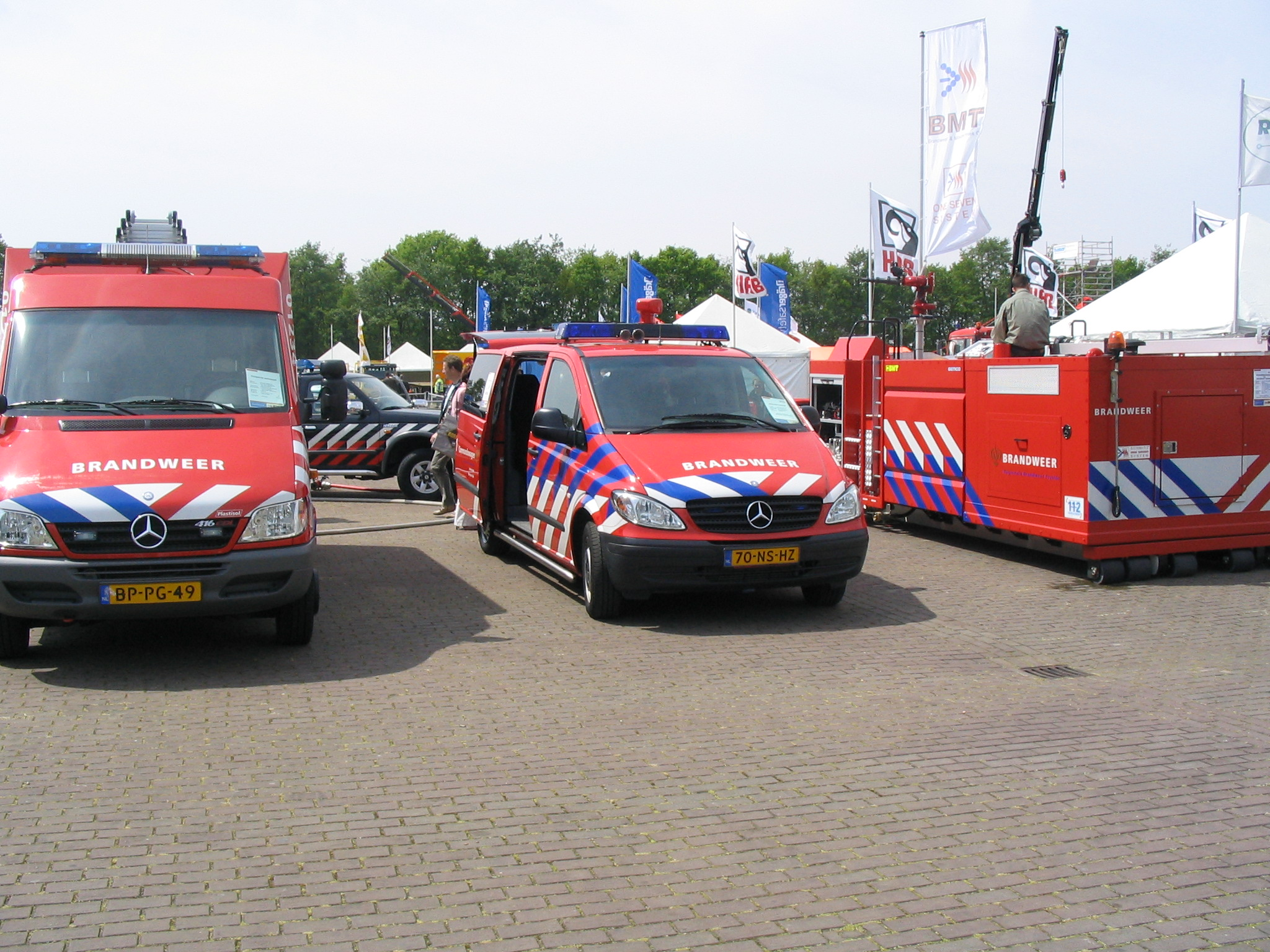
Färgschema för det nederländska brandförsvarets fordon.

Brandförsvarets grader i Nederländerna visar den hierarkiska ordningen vid de nederländska brandkårerna enligt det system som infördes 1 oktober 2010.

## Grader och gradbeteckningar
| Brandingenjörer och överbrandmästare | Brandingenjörer och överbrandmästare |                    |
| ------------------------------------ | ------------------------------------ | ------------------ |
|                                      | Hoofdcommandeur                      | Brandchef          |
|                                      | Adjunct-Hoofdcommandeur              | Vice brandchef     |
|                                      | Commandeur                           | Brandingenjör      |
|                                      | Hoofdbrandmeester                    | Överbrandmästare   |
| Brandmästare                         |                                      |                    |
|                                      | Brandmeester                         | Brandmästare       |
| Brandmän                             |                                      |                    |
|                                      | Hoofdbrandwacht                      | Brandförman        |
|                                      | Brandwacht                           | Brandman           |
| Aspirant                             | Aspirant                             | Brandmannaaspirant |

## Samband mellan grad och befattning
| Befattning                | Grad                       |
| Räddningschef             | Hoofdcommandeur            |
| Räddningschef i beredskap | Adjunct–Hoofdcommandeur    |
| Vakthavande brandingenjör | Commandeur                 |
| Expert farliga ämnen      | Commandeur                 |
| Insatsledare              | Hoofdbrandmeester          |
| Styrkeledare              | Brandmeester               |
| Dykledare                 | Hoofdbrandwacht            |
| Brandman B                | Hoofdbrandwacht            |
| Personbilsförare          | Hoofdbrandwacht Brandwacht |
| Fordonsförare             | Hoofdbrandwacht Brandwacht |
| Rökdykare                 | Hoofdbrandwacht Brandwacht |
| Dykare                    | Hoofdbrandwacht Brandwacht |
| Specialist farliga ämnen  | Hoofdbrandwacht Brandwacht |
| Brandman A                | Hoofdbrandwacht Brandwacht |

## Hjälmar
|  | Regional brandchef        |
|  | Brandchef                 |
|  | Vakthavande brandingenjör |
|  | Insatsledare              |
|  | Styrkeledare              |

## Funktionsvästar
| Bevelvoerder v | Bevelvoerder a | Styrkeledare              |
| OVD v          | OVD a          | Insatsledare              |
| HOVD v         | HOVD a         | Vakthavande brandingenjör |
| AGS v          | AGS a          | Expert farliga ämnen      |
| VL v           | VL a           | Informationsansvarig      |